# Daddy Cool (film, 2017)
Pour les articles homonymes, voir Daddy Cool.
Pour plus de détails, voir Fiche technique et Distribution.
Daddy Cool est une comédie française réalisée par Maxime Govare, sortie en 2017.

## Synopsis
Adrien, 40 ans et totalement immature, se fait larguer par Maude, 35 ans, désireuse d’enfin fonder une famille. Pour tenter de reconquérir l’amour de sa vie, Adrien décide de monter une crèche à domicile dans le futur ex-appartement conjugal. C'est le début d'une improbable expérience éducative.

## Fiche technique
- Titre : Daddy Cool
- Réalisation : Maxime Govare
- Scénario : Maxime Govare et Noémie Saglio
- Photographie : Gilles Henry
- Montage : Samuel Danési
- Casting : Gwendale Schmitz
- Décors : Marc Flouquet
- Costumes : Catherine Rigault
- Musique : Mathieu Lamboley
- Postproduction : Rodolphe Duprez
- Producteur : Renaud Chélélékian
- Sociétés de production : Les Improductibles
  - SOFICA : A+ Images 7, Indéfilms 5
- Société de distribution : Universal Pictures
- Pays d'origine :  France
- Langue : français
- Genre : comédie
- Durée : 97 minutes
- Dates de sortie : 
  - France : 1er novembre 2017

## Distribution
- Vincent Elbaz : Adrien
- Laurence Arné : Maude
- Grégory Fitoussi : Renaud
- Jean-François Cayrey : Emmanuel
- Bernard Le Coq : Martin, l'oncle de Maude
- Juliette Pivolot : Juliette
- Abel Mansouri Asselain : Abel
- Maxence Chanfong-Dubois : Maxence
- Vanessa Demouy : Yasmine
- Axelle Laffont : Noémie, l'éditrice de Maude
- Michel Leeb : Maurice, le père d'Adrien
- Blanche Ravalec : Edith, la mère d'Adrien
- Laurent Mouton : le papa de Juliette
- Marie Tirmont : la maman de Gaspard
- Marion Séclin : Narine
- Claire Pérot : Delphonse
- Mokhtar Guetari : le videur
- Andy Raconte : Constance, la sœur d'Adrien

## Musique
- Daddy Cool par Boney M. de 1976.
- The Less I Know The Better par Tame Impala - musique écoutée dans son casque pendant les gardes d'enfants

## Tournage
- Le film a été tourné à Paris

## Accueil

### Critiques
Selon Allociné, la moyenne des critiques de la presse est de 2,4 étoiles. La version française du site Slate qualifie le film de septième pire comédie française de l'année 2017 : « En plus d’être glaçante, cette comédie faussement sympa par l’équipe de l’horrible Toute première fois est tout simplement incapable, malgré ses efforts démesurés pour nous faire aimer ses personnages. Tout sonne faux, tout y est faussement cool. »

### Box-office
En première semaine, Daddy Cool a réalisé un démarrage de 159 402 entrées en France. À la fin de son exploitation en salles, le cumul était de 265 678 entrées.